# Willenlos
Willenlos ist ein Lied des deutschen Rockmusikers Marius Müller-Westernhagen aus dem Jahr 1994.

## Entstehung und Veröffentlichung
Das Lied wurde vom Interpreten selbst geschrieben und produziert. Bei der Produktion erhielt Müller-Westernhagen Unterstützung durch Pete Wingfield.
Die Erstveröffentlichung von Willenlos erfolgte am 30. August 1994 als Teil von Affentheater bei Warner Bros. Records (Katalognummer: 4509-97018-2), dem 14. Studioalbum von Müller-Westernhagen. Im gleichen Jahr erschien das Lied als zweite Singleauskopplung aus dem Album. Diese erschien als 7″-Single mit der B-Seite Montagmorgen (Katalognummer: 4509 97871-7) sowie als CD-Maxi-Single, die um einen Remix zu Judaslohn erweitert wurde (Katalognummer: 4509 97872-2).

## Inhalt
Der Liedtext handelt von einem männlichen lyrischen Ich, das seinen Sexualtrieb nicht unter Kontrolle weiß. Im Laufe des Liedes erzählt er vom Koitus mit sechs verschiedenen Frauen: Carmelita, Fräulein Meyer, Erika, Barbara, Marie und Natascha aus Nowosibirsk. Jede Strophe endet mit dem Ausruf:

„Mama, was ist mit mir los?

Frauen gegenüber bin ich willenlos.“

## Musikvideo
Das Musikvideo zeigt Westernhagen mit einem schwarzen Hut und Gitarre spielend auf einer Theaterbühne, wo unter anderem ein Frauenfuß hinabhängt. Es zählte bis September 2024 über 725.000 Aufrufe auf der Videoplattform  YouTube.

## Chartplatzierungen
| ChartsChartplatzierungen | Höchstplatzierung | Wochen |
| ------------------------ | ----------------- | ------ |
| Deutschland (GfK)        | 54 (11 Wo.)       | 11     |

## Coverversionen
Der Musiker Heino veröffentlichte 2013 auf seinem Album Mit freundlichen Grüßen eine Coverversion des Liedes.